# سرسره ناصرالدین‌شاه
سرسره ناصرالدین‌شاه، سرسره فتحعلی‌شاه یا سرسره مرمر به ادعای برخی وسیله‌ای به شکل سرسره بوده‌است که برخی شاهان سلسله قاجار از آن برای آمیزش با زنان حرم‌سرای خود استفاده می‌نموده‌اند.

## کارکرد سرسره
برخی نویسندگان درباره نحوه استفاده از این سرسره ادعایی مطالبی نوشته‌اند ولی مدرک و مستند معتبری ارائه نکرده‌اند.
جان والتر می‌نویسد:
فتح‌علی‌شاه ساعاتی را به خوشی صرف آن می‌کرد که زیبارویان حرم لخت و عریان، یک به یک از سرسره (ای که به همین منظور ساخته شده بود) پایین بلغزند و در میان بازوهای آقایشان قرار گیرند و سپس بازی‌کنان در حوض غوطه‌ور شوند.
علی اکبر دهخدا می‌نویسد:
الان درست پنجاه پنج روز و پنج ساعت و پنج دقیقه بود که من به بعضی ملاحظات چرند و پرند ننوشته بودم، یعنی عادت یک سال و نیمه خودم را ترک کرده بودم و چنان‌که همه ایرانی‌ها می‌دانند ترک عادت موجب مرض است. یعنی ... و همان‌طور که خاقان مغفور فتحعلی‌شاه قاجار اگر روزی دو ساعت زیر سرسره عمارت نگارستان طاق‌واز نمی‌خوابید ناخوش می‌شد و ...
یرواند آبراهامیان نیز می‌گوید:
بنا بر یک داستان، فتح‌علی‌شاه هر روز عریان به پشت دراز می‌کشید تا زنانش لخت و عریان از روی او سر بخورند.

## سابقه تاریخی
هر چند چنین سرسره‌ای به نام سرسره ناصرالدین شاه مشهور است اما برخی نویسندگان مانند داریوش شهبازی شاهان پیش از او را ابداع‌کننده و استفاده‌کننده از چنین وسیله‌ای می‌دانند٬ گرچه مدرک و مستندی ارائه نداده‌اند. 

## در سینما
سرسره ناصرالدین شاه تاکنون در دو فیلم سینمایی به تصویر کشیده شده‌است: ناصرالدین‌شاه آکتور سینما و ناصرالدین‌شاه و ۸۴ همسرش.